# Episodi di Doris Day Show (terza stagione)
La terza stagione della serie televisiva Doris Day Show è andata in onda negli Stati Uniti dal 14 settembre 1970 al 15 marzo 1971 sulla CBS.
| nº | Titolo originale                    | Prima TV USA      | Titolo italiano | Prima TV Italia |
| -- | ----------------------------------- | ----------------- | --------------- | --------------- |
| 1  | Doris Finds an Apartment            | 14 settembre 1970 |                 |                 |
| 2  | The Feminist                        | 21 settembre 1970 |                 |                 |
| 3  | How Can I Ignore the Man Next Door? | 28 settembre 1970 |                 |                 |
| 4  | Dinner for One                      | 5 ottobre 1970    |                 |                 |
| 5  | Doris Leaves Today's World: Part 1  | 12 ottobre 1970   |                 |                 |
| 6  | Doris Leaves Today's World: Part 2  | 19 ottobre 1970   |                 |                 |
| 7  | The Fashion Show                    | 26 ottobre 1970   |                 |                 |
| 8  | Lost and Found                      | 2 novembre 1970   |                 |                 |
| 9  | Duke the Performer                  | 9 novembre 1970   |                 |                 |
| 10 | Doris the Spy                       | 16 novembre 1970  |                 |                 |
| 11 | Tony Bennett Is Eating Here         | 23 novembre 1970  |                 |                 |
| 12 | Cousin Charlie                      | 30 novembre 1970  |                 |                 |
| 13 | Love Makes the Pizza Go Round       | 7 dicembre 1970   |                 |                 |
| 14 | Buck Visits the Big City            | 14 dicembre 1970  |                 |                 |
| 15 | It's Christmas Time in the City     | 21 dicembre 1970  |                 |                 |
| 16 | Doris vs. Pollution                 | 28 dicembre 1970  |                 |                 |
| 17 | The Forward Pass                    | 11 gennaio 1971   |                 |                 |
| 18 | Duke's Girlfriend                   | 18 gennaio 1971   |                 |                 |
| 19 | Jarvis' Uncle                       | 25 gennaio 1971   |                 |                 |
| 20 | Lassoin' Leroy                      | 1º febbraio 1971  |                 |                 |
| 21 | Colonel Fairburn Jr.                | 8 febbraio 1971   |                 |                 |
| 22 | Billy's First Date                  | 15 febbraio 1971  |                 |                 |
| 23 | Doris Goes to Hollywood             | 22 febbraio 1971  |                 |                 |
| 24 | Skiing Anyone?                      | 1º marzo 1971     |                 |                 |
| 25 | The Father-Son Weekend              | 8 marzo 1971      |                 |                 |
| 26 | Young Love                          | 15 marzo 1971     |                 |                 |

## Doris Finds an Apartment
- Prima televisiva: 14 settembre 1970

### Trama
- Guest star: Gene Dynarski (fattorino), Joe Hoover (copilota), Kaye Ballard (Angie Pallucci), Bernie Kopell (Louie Pallucci), Carol Worthington (Ethel), Gordon Jump (capitano), Jon Kowal (fattorino)

## The Feminist
- Prima televisiva: 21 settembre 1970

### Trama
- Guest star: Robert Shayne (Andrew McIntyre), Lavina Dawson (Clara), Jason Evers (David Cowley), Elvia Allman (Harriet Henderson), Ralph Montgomery (cameriere)

## How Can I Ignore the Man Next Door?
- Prima televisiva: 28 settembre 1970

### Trama
- Guest star: Billy De Wolfe (Willard Jarvis)

## Dinner for One
- Prima televisiva: 5 ottobre 1970

### Trama
- Guest star: Eldon Quick (Perry Ferguson), Robert Emhardt (Dudley Grey), Kaye Ballard (Angie Pallucci), Bernie Kopell (Louie Pallucci), Stubby Kaye (Panhandler), Martin Ashe (autista)

## Doris Leaves Today's World: Part 1
- Prima televisiva: 12 ottobre 1970

### Trama
- Guest star: Lew Ayres (William Tyler), Patrick Cranshaw (Fred), Robert Hathaway (Tom Roberts)

## Doris Leaves Today's World: Part 2
- Prima televisiva: 19 ottobre 1970

### Trama
- Guest star: Patrick Cranshaw (Fred), John Stuart (Jameson), Lew Ayres (William Tyler), Teru Shimada (Mr. Orokumu), Richard Angarola (Mr. Constantine), Tamara Mosahid (ballerina)

## The Fashion Show
- Prima televisiva: 26 ottobre 1970

### Trama
- Guest star: Johnny Haymer (Montagne), Miguel Ángel Landa (Jacques Giroux), Harriet Medin (Marie)

## Lost and Found
- Prima televisiva: 2 novembre 1970

### Trama
- Guest star: Jade Manhattan (ragazza), Jerry Crews (direttore artistico), Buddy Lewis (Mr. Vincent), Kitty Malone (ragazza)

## Duke the Performer
- Prima televisiva: 9 novembre 1970

### Trama
- Guest star: Dean Myles (duchessa), Marie Roe (duchessa), Larry Storch (Duke Farentino), Norman Alden (Nicky Burke), Chick Casey (cameriere)

## Doris the Spy
- Prima televisiva: 16 novembre 1970

### Trama
- Guest star: Bernie Kuby (uomo al laboratorio), B.J. Mason (Mr. Foster), John McGiver (Mr. Flemming), Estelle Winwood (Mrs. McDougal), Carol Worthington (Ethel), James Sikking (Mr. Bowers), John Kroger (Mr. Nelson), Kay Stewart (Emma)

## Tony Bennett Is Eating Here
- Prima televisiva: 23 novembre 1970

### Trama
- Guest star: Bunny Summers (donna), Joan Lemmo (donna), Tony Bennett (se stesso), Kaye Ballard (Angie Pallucci), Bernie Kopell (Louie Pallucci), Jerome Guardino (uomo), Louis Massad (cameriere)

## Cousin Charlie
- Prima televisiva: 30 novembre 1970

### Trama
- Guest star: Peter Hobbs (Mr. Donovan), Read Morgan (poliziotto), Van Johnson (Charlie Webb), Henry Hunter (Mr. Williams)

## Love Makes the Pizza Go Round
- Prima televisiva: 7 dicembre 1970

### Trama
- Guest star: Paula Victor (Fortune Teller), Bernie Kopell (Louie Pallucci), Kaye Ballard (Angie Pallucci), Charles Cirillo (Mario)

## Buck Visits the Big City
- Prima televisiva: 14 dicembre 1970

### Trama
- Guest star: Sylvia Hayes (donna), John Gallaudet (George Stoner), Iris Adrian (Roxie), King Moody (poliziotto), Geraldine Ewing (Helen)

## It's Christmas Time in the City
- Prima televisiva: 21 dicembre 1970

### Trama
- Guest star: Carol Worthington (Ethel), Bernie Kopell (Louie Pallucci), Kaye Ballard (Angie Pallucci), Billy De Wolfe (Willard Jarvis), John Lawrence (Babbo Natale)

## Doris vs. Pollution
- Prima televisiva: 28 dicembre 1970

### Trama
- Guest star: Eddie Baker (conducente), Owen Bush (Serviceman), Edward Andrews (colonnello Fairburn), Carol Worthington (Ethel), James Sikking (Fred Sutton), Kay E. Kuter (Mr. Gwynn), Jerome Guardino (tassista), Don Newsome (uomo che prende il taxi)

## The Forward Pass
- Prima televisiva: 11 gennaio 1971

### Trama
- Guest star: Karen Bouchard (ragazza), Marty Hoppenhafer (ragazza), Richard Gautier (Joe Garrison), Gordon Jump (uomo), Tony Giorgio (Maitre D'), Gavin Mooney (reporter), Tom Stewart (reporter), Vern Rowe (Hawker), Michael Michaelian (uomo), Paula Warner (ragazza), Beverly Ralston (ragazza), Carollyn DeVore (ragazza)

## Duke's Girlfriend
- Prima televisiva: 18 gennaio 1971

### Trama
- Guest star: Louis Massad (cameriere), Alan DeWitt (venditore), Larry Storch (Duke Farentino), Charlene Polite (Alison Otis Peabody), Karen Bouchard (ragazza delle sigarette)

## Jarvis' Uncle
- Prima televisiva: 25 gennaio 1971

### Trama
- Guest star: Billy De Wolfe (Willard Jarvis)

## Lassoin' Leroy
- Prima televisiva: 1º febbraio 1971

### Trama
- Guest star: Kitty Malone (ragazza dei souvenir), Jane Aull (donna), Carol Worthington (Ethel), Paul Sorenson (John Wilkinson), Winnie Collins (Clara Bixby), Donald Scott (Tex Bradshaw), Vern Rowe (cameriere), Roland Loudermilk (Red Davis), De De Young (fotografa)

## Colonel Fairburn Jr.
- Prima televisiva: 8 febbraio 1971

### Trama
- Guest star: Murray Pollack (Man at Meeting), Karen Specht (ragazza), Edward Andrews (colonnello Fairburn), Richard Ely (Clifford Fairburn), Larry Gelman (Terry Madden), Nancy Kerby (ragazza), Louise Lane (donna al meeting)

## Billy's First Date
- Prima televisiva: 15 febbraio 1971

### Trama
- Guest star: Towyna Thomas (donna), Ceil Cabot (hostess), Ricardo Montalbán (Richard Cordovan), Lisa Gerritsen (Sue Ann Cordovan), Aline Towne (Mrs. Gessford), Duke Fishman (uomo)

## Doris Goes to Hollywood
- Prima televisiva: 22 febbraio 1971

### Trama
- Guest star: Ralph Montgomery (poliziotto), Bill Martel (Studio Guard), Oscar Beregi Jr. (Otto Von Braunstein), Joey Forman (Harry Maret), Paula Victor (segretaria), William Tregoe (Mr. Conroy), Eddie Baker (indiano)

## Skiing Anyone?
- Prima televisiva: 1º marzo 1971

### Trama
- Guest star: Scott Perry (Bill Walley), Michael Stearns (fattorino), John Gavin (dottor Forbes), Miguel Ángel Landa (Jacques Dubois), Robert Kenneally (impiegato dell'hotel), Robert Shayne (Mr. Gilroy), Harper Carter (Jerry Clark)

## The Father-Son Weekend
- Prima televisiva: 8 marzo 1971

### Trama
- Guest star: Ted Foulkes (Dean Rogers), Richard Steele (Bradley Keatley), John Astin (Jim Keatley), John Lupton (Chuck Rogers), H. M. Wynant (Gary Hansen), Billy McMickle (Chris Hansen)

## Young Love
- Prima televisiva: 15 marzo 1971

### Trama
- Guest star: Dick Van Patten (padre di April), Glorya Lord (madre di April), Michael Burns (Peter), Meredith Baxter (April), Brenda Sykes (Dulcie), Alan Oppenheimer (dottore), Alex Henteloff (Lazarus), Bruce Kimmel (David), Bobby Griffin (Coleman), Abbi Henderson (Erica), Leo Fuchs (Godekite, scene cancellate)